# Beast Over Hammersmith
Beast over Hammersmith es el octavo álbum en directo de la banda de heavy metal Iron Maiden, publicado el 4 de noviembre de 2002. 
La grabación del concierto fue en el HMV Hammersmith Apollo durante la gira The Beast on the Road 1982, concierto muy importante dentro de la historia de Iron Maiden. Esta fue la primera gira con Bruce Dickinson como cantante y también la última de Clive Burr como baterista. Concretamente este concierto es uno de los primeros de la gira, anterior incluso a la salida de The Number of the Beast.
Clive Burr, quien sería sustituido luego de un tiempo por Nicko McBrain, se muestra en este concierto como un baterista técnico, enérgico y carismático; demostrando que fue uno de los mejores bateristas en las formaciones de Iron Maiden.
Por otro lado (y aunque ahora nos pueda parecer extraño) Bruce Dickinson, pese a tener una voz mucho más potente que la de su predecesor, Paul Di'Anno, era criticado por muchos fanes de la época debido al cambio que se producía en las viejas canciones de Paul Di'Anno y a que aún no explotaba todas sus cualidades vocales, en gran medida debido a que las canciones no habían sido escritas para él.
Desde luego este disco, contenido en la caja recopilatoria de Eddie's Archive, es una joya para los amantes de Iron Maiden.

## Lista de canciones
| Disco 1 1. "Murders in the Rue Morgue" (Steve Harris) – 4:32 2. "Wrathchild" (Harris) – 3:31 3. "Run to the Hills" (Harris) – 4:19 4. "Children of the Damned" (Harris) – 4:39 5. "The Number of the Beast" (Harris) – 5:07 6. "Another Life" (Harris) – 3:45 7. "Killers" (Paul Di'Anno, Harris) – 5:47 8. "22 Acacia Avenue" (Adrian Smith, Harris) – 6:55 9. "Total Eclipse" (Dave Murray, Harris, Clive Burr) – 4:14 | Disco 2 1. "Transylvania" – 5:50 2. "The Prisoner" (Smith, Harris) – 5:49 3. "Hallowed Be Thy Name" (Harris) – 7:31 4. "Phantom of the Opera" (Harris) – 6:53 5. "Iron Maiden" (Harris) – 4:21 6. "Sanctuary" (Di'Anno, Murray, Harris) – 4:12 7. "Drifter" (Harris) – 9:19 8. "Running Free" (Di'Anno, Harris) – 3:44 9. "Prowler" (Harris) – 5:00 |

## Miembros
- Steve Harris - bajo
- Bruce Dickinson - voz
- Dave Murray - guitarra
- Adrian Smith - guitarra
- Clive Burr - batería